# Woskobłonka białożółtawa
Woskobłonka białożółtawa (Gloeocystidiellum luridum (Bres.) Boidin) – gatunek grzybów z rodziny skórnikowatych (Stereaceae).

## Systematyka i nazewnictwo
Pozycja w klasyfikacji według Index Fungorum: Gloeocystidiellum, Stereaceae, Russulales, Incertae sedis, Agaricomycetes, Agaricomycotina, Basidiomycota, Fungi.
Po raz pierwszy opisał go w 1898 r. Giacomo Bresàdola, nadając mu nazwę Corticium luridum. Obecną, uznaną przez Index Fungorum nazwę, nadał mu w 1951 r. Jacques Boidin. Niektóre synonimy:
- Megalocystidium luridum (Bres.) Jülich 1978
- Vesiculomyces luridus (Bres.) Boidin & Lanq. 1983

Polską nazwę nadał Władysław Wojewoda w 2003 r.

## Morfologia
Owocnik
Rozpostarty, przyrośnięty, rozlany, starsze okazy częściowo dają się oderwać gdy rosną na korze, w stanie świeżym i wilgotnym skórzaste, młode owocniki higrofaniczne, początkowo gładkie, z wiekiem stają się mniej lub bardziej gruzełkowate i spękane. Hymenium początkowo białawe, następnie kremowoochrowe do ochrowobrązowego. Brzeg na ogół niezbyt zróżnicowany, ale u niektórych okazów strzępiasty, białawy.
Cechy mikroskopowe
System strzępkowy monomityczny. Strzępki o cienkich lub nieco pogrubionych ścianach, o szerokości 2–3,5 µm, ze sprzążkami na wszystkich przegrodach;. Subikulum zwykle cienkie, ale czasami – szczególnie gdy rośnie na korze – grubsze (ok. 50 µm), złożone z nieregularnie splecionych strzępek. Subhymenium gęstsze. U starych owocników trama z licznymi kryształkami. W hymenium często występują parafyzoidy. Gleocystydy liczne, rurkowate, kręte, cienkościenne, 80–150 × 6–12 µm, krótsze w młodych owocnikach z plazmatyczną, ziarnistą, oleistą, żółtawą (w KOH) zawartością. Podstawki maczugowate, zwężające się ku podstawie, 40–60 × 5–7 µm, zazwyczaj z 4 sterygmami i zawsze ze sprzążkami u podstawy. Zarodniki elipsoidalne, strona doosiowa przynajmniej u większości zarodników nieco wypukła, prosta lub u nielicznych lekko wklęsła, cienkościenne, gładkie, amyloidalne, 7–10 (–12) x 4,5–5,5 (–6) µm.

## Występowanie i siedlisko
Występuje w Ameryce Północnej, Europie i Azji. W Polsce do 2003 r. podano trzy stanowiska, w późniejszych latach podano wiele następnych.
Nadrzewny grzyb saprotroficzny występujący na martwym drewnie drzew liściastych. Występuje na wszystkich gatunkach drzew liściastych, bardzo rzadko na iglastych, zwykle na drewnie pozbawionym kory, ale okazjonalnie można go również spotkać na korze.